# شمس‌الدین سامی
شمس‌الدین سامی فراشری (به آلبانیایی: Sami Frashëri)‏ (۱ ژوئن ۱۸۵۰–۱۸ ژوئن ۱۹۰۴) نویسنده، فرهنگ‌نویس، فیلسوف و نمایشنامه‌نویس اهل آلبانی، و چهرهٔ برجسته در جنبش تجدید حیات آلبانی. او جایگاه برجسته‌ای در ادبیات عثمانی به دست آورد و به اصلاح زبان ترکی یاری رساند. وی پیرو دین اسلام و مذهب شیعه بود.

## زندگی
سامی بیگ، فرزند خالد بیگ در ۱ ژوئن ۱۸۵۰ در فراشر از توابع یوآنینای آلبانی به دنیا آمد. پدرش زمین‌دار بود. پس از مرگ پدر با برادرش نعیم فراشری چندی نزد برادر بزرگشان عبدل بیگ کار کردند. سامی نوشتن و خواندن را در زادبومش آموخت. در ۱۲۷۷ به مدرسهٔ قیمنازیه (gymnasium) در یوآنینا رفت و آموزش‌های ابتدایی را فراگرفت. سامی در یوآنینا زبان‌های فرانسوی، ایتالیایی، یونانی، و نزد معلمان خصوصی فارسی و عربی آموخت.
پس از پایان مدرسه در ۱۸۷۲ به استانبول رفت. منشی ادارهٔ سانسور و وزارت امور داخلی عثمانی شد. چندی به روزنامه‌نگاری روی آورد، و پس از تبعید ترکان جوان در ۱۸۷۳ از آن پیشه دست کشید. سپس به ترجمهٔ رمان و نمایشنامه‌های فرانسوی به ترکی و پس از آن به تألیف کتب پرداخت. در ۱۸۷۴ نمایشنامهٔ «بسا» را در بارهٔ وضعیت غم‌انگیز آلبانی به روی صحنه برد. در ۱۲۹۳ با سرمایه‌گذاری پاپادوپولوس تاجر یونانی روزنامه‌ای به نام «صباح» به راه انداخت. سامی پس از یازده ماه با سرمایه‌گذار اختلاف پیدا کرد، و همکاری با او را قطع کرد، و مهردار رودس شد. سپس به عضویت کمیسیون محمولات نظامی که به منظور تسهیل حمل و نقل تدارکات نظامی در جنگ روسیه و عثمانی بنیاد شده بود درآمد.
وی در بازگشت به استانبول روزنامه‌ای به نام «ترجمان شرق» منتشر کرد. این روزنامه به سبب دفاع از مواضع آلبانی در ۱۸۷۸ بسته شد. سامی به سبب نوشتن نمایشنامهٔ «کاوه» دو سال به طرابلس غرب تبعید شد. در آنجا روزنامه‌ای به نام «طرابلس گراپ» به راه انداخت. سلطان عبدالحمید دوم وی را به عضویت کمیتهٔ بازرسی نظامی که برای نظارت نزدیک بر ارتش تشکیل شده بود درآورد و او تا پایان زندگی در این سمت بود. در آن دوران سامی از چهره‌های برجستهٔ ادبی در استانبول بود. خانهٔ وی در ارن‌کوی انجمنی مهم برای بحث‌های ادبی و علمی شد. با مرگ وی طرح‌های پژوهشی بسیاری ناتمام ماند.

## آثار
از شمس‌الدین سامی چهل و دو کتاب به چاپ رسید. از مهم‌ترین آنهاست:
- قاموس‌الاعلام، استانبول ۱۳۰۶–۱۳۱۶ قمری (در ۶ جلد)، اولین دائرةالمعارف چاپ شده به زبان ترکی است.
- قاموس ترکی، استانبول ۱۳۱۷ قمری
- کاوه ۱۲۹۵
- قاموس فرانسوی
- دستور زبان آلبانی
- سهراب یا فرزندکش (نمایشنامه)
- تطبیقات عربیه